# НИИ по изысканию новых антибиотиков имени Г. Ф. Гаузе
Научно-исследовательский институт по изысканию новых антибиотиков им. Г. Ф. Гаузе — научное учреждение, созданное в 1953 году на базе Лаборатории антибиотиков АМН СССР.

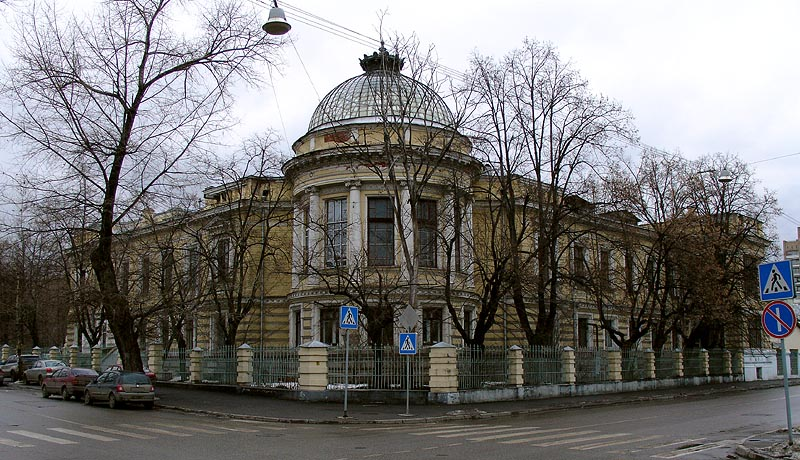
Здание института на Б. Пироговской улице

Институт назван в честь профессора Георгия Францевича Гаузе, создателя лаборатории антибиотиков, а с 1960—1986 году — директора института. В 1942 году Г. Ф. Гаузе и М. Г. Бражникова открыли первый в СССР оригинальный антибиотик грамицидин С (советский), который применялся для лечения и профилактики раневых инфекций в период Великой Отечественной войны.
В процессе поиска новых антибиотиков в институте были получены и внедрены в медицинскую практику ряд антибактериальных антибиотиков — грамицидин С, колимицин (неомицин), мономицин, ристомицин, канамицин, линкомицин, гелиомицин, а также противоопухолевые антибиотики оливомицин, брунеомицин (стрептонигрин), рубомицин (даунорубицин), карминомицин, блеомицетин (блеомицин А-5), и полусинтетический антибиотик доксорубицин.
Институт включает семь научных лабораторий и два сектора, в его составе имеются научная библиотека, виварий, инженерно-техническая служба и другие научно-вспомогательные подразделения. 
Общий штат Института составляет 147 человек, из них научных сотрудников — 74. 

## Участие в подготовке научных кадров
Институт проводит подготовку кандидатов наук по специальностям: «Химиотерапия и антибиотики», «Биоорганическая химия», «Микробиология», «Биотехнология», имеется свой учёный совет по защите докторских и кандидатских диссертаций Д 001.005.01 по специальности 14.03.07 «Химиотерапия и антибиотики (биологические науки)».